# Lijst van Belgische ministers van Armoedebestrijding
Dit is een lijst van Belgische ministers en staatssecretarissen van Armoedebestrijding. Tot 2008 behoorde deze portefeuille tot de minister van Binnenlandse Zaken.

## Lijst
| Nr. | Minister/Staatssecretaris | Minister/Staatssecretaris  | Partij | Partij   | Begin            | Einde            | Regering(en)              | Titel en Bevoegdheid                     |
| --- | ------------------------- | -------------------------- | ------ | -------- | ---------------- | ---------------- | ------------------------- | ---------------------------------------- |
| 1   |                           | Frédéric Laloux (1969)     |        | PS       | 20 maart 2008    | 20 april 2008    | Leterme I                 | Staatssecretaris voor Armoedebestrijding |
| 2   |                           | Jean-Marc Delizée (1959)   |        | PS       | 20 april 2008    | 17 juli 2009     | Leterme I en Van Rompuy   | Staatssecretaris voor Armoedebestrijding |
| 3   |                           | Philippe Courard (1966)    |        | PS       | 17 juli 2009     | 6 december 2011  | Van Rompuy, Leterme II    | Staatssecretaris voor Armoedebestrijding |
| 4   |                           | Maggie De Block (1962)     |        | Open VLD | 6 december 2011  | 11 oktober 2014  | Di Rupo                   | Staatssecretaris voor Armoedebestrijding |
| 5   |                           | Elke Sleurs (1968)         |        | N-VA     | 11 oktober 2014  | 24 februari 2017 | Michel I                  | Staatssecretaris voor Armoedebestrijding |
| 6   |                           | Zuhal Demir (1980)         |        | N-VA     | 24 februari 2017 | 9 december 2018  | Michel I                  | Staatssecretaris voor Armoedebestrijding |
| 7   |                           | Kris Peeters (1962)        |        | CD&V     | 9 december 2018  | 1 juli 2019      | Michel II                 | Minister belast met Armoedebestrijding   |
| 8   |                           | Wouter Beke (1974)         |        | CD&V     | 1 juli 2019      | 2 oktober 2019   | Michel II                 | Minister belast met Armoedebestrijding   |
| 9   |                           | Nathalie Muylle (1969)     |        | CD&V     | 2 oktober 2019   | 1 oktober 2020   | Michel II, Wilmès I en II | Minister belast met Armoedebestrijding   |
| 10  |                           | Karine Lalieux (1964)      |        | PS       | 1 oktober 2020   | 3 februari 2025  | De Croo                   | Minister belast met Armoedebestrijding   |
| 11  |                           | Frank Vandenbroucke (1955) |        | Vooruit  | 3 februari 2025  | heden            | De Wever                  | Minister belast met Armoedebestrijding   |